# Thomas Basila
Thomas Basila, né le 30 avril 1999 à Orléans en France, est un footballeur français qui évolue au poste de défenseur central.

## Carrière

### En club
Né à Orléans en France, Thomas Basila est formé par l'US Orléans avant de poursuivre sa formation au FC Nantes. Il fait sa première apparition en professionnel, lors d'une rencontre de Ligue 1 face à l'Olympique lyonnais le 12 avril 2019. Il est titulaire lors de cette rencontre, qui se solde par la victoire de son équipe (2-1).
Le 22 juin 2021, Basila rejoint la Belgique, en s'engageant avec le KV Ostende mais il est prêté dans la foulée à l'AS Nancy-Lorraine. Il fait sa première apparition sous les couleurs de Nancy le 28 août 2021, à l'occasion d'une rencontre de Ligue 2 face à l'AJ Auxerre. Il entre en jeu lors de cette rencontre perdue par son équipe (1-4 score final). Le 15 janvier 2022, il inscrit son premier but en professionnel, et donc pour Nancy, contre le SC Bastia. Il ouvre le score ce jour-là et son équipe l'emporte par deux buts à un,.

### En sélection
Thomas Basila est sélectionné avec l'équipe de France des moins de 19 ans afin de participer au championnat d'Europe des moins de 19 ans en 2018. Lors de ce tournoi organisé en Finlande il joue deux matchs dont un comme titulaire. Les jeunes français sont éliminés en demi-finale contre l'Italie (2-0 score final).
Avec l'équipe de France des moins de 20 ans, Thomas Basila participe à la coupe du monde des moins de 20 ans en 2019. Titulaire lors de ce tournoi, il joue l'intégralité des quatre matchs de son équipe, qui est battue en huitièmes de finale le 4 juin par les États-Unis (2-3 score final).